# August Robert Seraphim
August Robert Seraphim (* 20. Dezember 1863 in Mitau; † 20. Februar 1924 in Königsberg) war ein deutsch-baltischer Historiker.

## Leben

### Herkunft und Familie
August Robert Seraphim war ein Sohn des kurländischen Juristen Ferdinand Seraphim (1827–1894) und seiner Ehefrau Helene geb. Tiling († 1870). Der Historiker Ernst Seraphim (1862–1945) war sein Bruder.
Seraphim vermählte sich 1900 in Riga mit Sophie Tiling und war der Großvater des Historikers Heinrich August Winkler.

### Werdegang
Er studierte von 1883 bis 1888 an der Kaiserlichen Universität Dorpat. Von 1912 bis 1924 war Seraphim Direktor der Stadtbibliothek und des Stadtarchivs in Königsberg. Seraphim wirkte zudem lange am Collegium Fridericianum, zuletzt als Professor für Geschichte Osteuropas und Altpreußens. Er veröffentlichte etliche Werke zur deutsch-baltischen Geschichte.

## Schriften (Auswahl)
als Autor
- Ueber Auswanderungen lettischer Bauern aus Kurland nach Ostpreußen im 17. Jahrhundert. In: Altpreussische Monatsschrift, NF, Band 29, Königsberg in Pr. 1892, S. 317–331 (Google Books).
- Kur-, Liv- und Estländer auf der Universität Königsberg i. Pr. 1544–1710. In: Mitteilungen aus dem Gebiete der Geschichte Liv-, Est- und Kurlands, Bd. 16, Heft 1 (1893), S. 1–261.
- mit Ernst Seraphim: Aus Kurlands herzoglicher Zeit. Gestalten und Bilder. Zwei Fürstengestalten des XVII. Jahrhunderts (über Herzogin Elisabeth Magdalena von Kurland und Prinz Alexander von Kurland). Mitau 1892 (Digitalisat).
- Die Geschichte des Herzogtums Kurland (1561–1795). Ein Hausbuch (= Geschichte Liv-, Est- und Kurlands von der „Aufsegelung“ des Landes bis zur Einverleibung in das russische Reich, hg. von Ernst Seraphim, Bd. 3). Franz Kluge, Reval, 2., vermehrte Aufl. 1904 (Digitalisat).

als Herausgeber
- mit Paul Rhode: Handschriften-Katalog der Stadtbibliothek Königsberg i. Pr. (= Mitteilungen aus der Stadtbibliothek zu Königsberg in Preussen, Bd. 1). Beyer, Königsberg i.P. 1909.
- Altpreußische Monatsschrift (PDF-Dokumente im Digitalen Zeitschriftenmagazin der Monumenta Germaniae Historica), 1906 bis 1924.